# Bahnhof Emmendingen
Der Bahnhof Emmendingen ist ein Bahnhof in der Kreisstadt Emmendingen in Baden-Württemberg. Er wurde am 1. August 1845 mit dem Streckenteil von Offenburg nach Freiburg der Rheintalbahn eröffnet.

## Lage
Der Bahnhof Emmendingen liegt in der Innenstadt der Kreisstadt Emmendingen. Seine Adresse lautet Bahnhofstraße 8. Direkt vor dem Bahnhof befindet sich der Zentrale Omnibusbahnhof, welcher den wichtigsten ÖPNV-Knoten in der Stadt darstellt.

## Geschichte
Durch den Bau der Staatsbahnstrecke der Badischen Hauptbahn von Mannheim nach Basel, deren Abschnitt von Offenburg nach Freiburg am 1. August 1845 eröffnet wurde, erhielt die Gemeinde Emmendingen erstmals einen Anschluss an das überregionale Eisenbahnnetz.
Im Juli 1971 ersetzte die Deutsche Bundesbahn die beiden mechanischen Stellwerke der Bauform Bruchsal I durch das Relaisstellwerk Ef der Bauform Sp Dr L 60.
Nach 21-monatiger Bauzeit im Rahmen des Breisgau-S-Bahn-Konzepts konnte der modernisierte und barrierefrei ausgebaute Bahnhof Emmendingen am 16. Mai 2014 eröffnet werden. Die Bahnsteige wurden auf 55 Zentimeter angehoben, um einen ebenen Einstieg zu ermöglichen,  zudem wurden auf allen Bahnsteigen taktile Leitsteifen, neue Beleuchtung und neue Fahrgastinformationen errichtet bzw. installiert. Außerdem wurde das Dach vom Bahnsteig an Gleis 2 und 3 neu gebaut. Gleis 1 ist seit dem Umbau über einen Aufzug erreichbar, die Gleise 2 und 3 über eine Rampe.
Ende Juni 2016 wurde am Bahnhof Emmendingen ein 49 Meter langes Graffiti-Bild enthüllt.
Im November 2020 wurde das Relaisstellwerk außer Betrieb und das elektronische Stellwerk (ESTW-A) Köndringen in Betrieb genommen, das seither den Bahnhof steuert. Die vorigen H/V-Signale wurden durch Ks-Signale ersetzt. Durch Verschiebung der (den Bahnhof begrenzenden) Einfahrsignale wurde der Bahnhof um etwa 150 m vergrößert.

## Verkehr
Die Stadt Emmendingen gehört dem Regio-Verkehrsverbund Freiburg (RVF) an.

### Bahnverkehr
Emmendingen liegt an der Badischen Hauptbahn von Mannheim nach Basel. Im Stundentakt, allerdings alle zwei Stunden versetzt, verkehren Regional-Express-Züge der Linie 7 nach Basel und Offenburg (in der HVZ bis Karlsruhe). Ebenfalls im Stundentakt hält die Regionalbahn-Linie 26 zwischen Freiburg und Offenburg in Emmendingen, welche in der HVZ wird teilweise bis Müllheim (Baden) verlängert wird. Die Linie RB27 wird in der HVZ bis Offenburg oder Emmendingen verlängert. Täglich hält außerdem ein Zugpaar der Linie RE2 in Emmendingen. Seit dem 9. Dezember 2018 verkehrte täglich ein TGV-Zugpaar nach Paris. Ab dem 11. Dezember 2022 wird der Halt in Emmendingen durch den Halt in Ringsheim/Europa-Park ersetzt.
| Linie | Verlauf | Takt                           | Betreiber |
| ----- | --- | ------------------------------ | --------- |
| RE 2  | Freiburg (Breisgau) – Emmendingen – Lahr (Schwarzw) – Offenburg – Karlsruhe | ein Zugpaar täglich            | DB Regio  |
| RE 7  | (Karlsruhe –) Offenburg – Lahr (Schwarzw) – Emmendingen – Freiburg (Breisgau) – Bad Krozingen – Müllheim (Baden) – Basel Bad Bf (– Basel SBB) | 60 min                         | DB Regio  |
| RB26  | (Müllheim (Baden) – Buggingen – Heitersheim – Bad Krozingen – Norsingen – Schallstadt – Ebringen –) (einzelne Züge wochentags) Freiburg (Breisgau) Hbf – (Freiburg-Herdern → Freiburg-Zähringen →) (ein Zug morgens in Tagesrandlage) Gundelfingen (Breisgau) – Denzlingen – Kollmarsreute – Emmendingen – Teningen-Mundingen – Köndringen – Riegel-Malterdingen – Kenzingen – Herbolzheim (Breisgau) – Ringsheim – Orschweier – Lahr (Schwarzw) – Friesenheim (Baden) – Offenburg Stand: Fahrplanwechsel Dezember 2022 | 60 min                         | DB Regio  |
| RB27  | (Basel Bad Bf – Weil am Rhein – Haltingen – Eimeldingen – Efringen-Kirchen – Istein – Kleinkems – Rheinweiler – Bad Bellingen – Schliengen – Auggen) (außer vormittags) / Neuenburg (Baden) – Müllheim (Baden) – Buggingen – Heitersheim – Bad Krozingen – Norsingen – Schallstadt – Ebringen – Freiburg-Sankt Georgen – Freiburg (Breisgau) Hbf – Denzlingen – Emmendingen Stand: Fahrplanwechsel Dezember 2022 | einzelne Züge in Tagesrandlage | DB Regio  |

### Busverkehr
Direkt vor dem Bahnhof Emmendingen befindet sich der Zentrale Omnibusbahnhof (ZOB) der Stadt Emmendingen. Von diesem aus verkehren alle Stadt- und Regionalbuslinien in die umliegenden Städte und Dörfer.
Innerhalb der Stadt Emmendingen selbst verkehren sechs Stadtbuslinien (1 nach Bürkle-Bleiche, 2 nach Bürkle-Bleiche, 3 in die Unterstadt, 5 nach Windenreute und Maleck, 6 nach Mundingen und 9 ins Industriegebiet Über der Elz) und zwei Anrufsammeltaxi-Linien (4 zum Kreiskrankenhaus und 10 nach Kastelburg). Eine Teninger Citybuslinie (8) bindet Teningen (und zeitweise die Teninger Ortsteile Nimburg sowie Bottingen) an den Bahnhof Emmendingen an. Abends verkehrt zusätzlich die Anrufsammeltaxi-Linie 7.
Regionalbusse fahren von hier aus nach Freiburg, Herbolzheim, Kenzingen, Heimbach, Waldkirch, Denzlingen, Vörstetten, Reute, Bahlingen, Riegel, und Freiamt.
| Linie  | Verkehrsmittel  | Strecke                                                                                               | Bussteig    |
| ------ | --------------- | --- | ----------- |
| 1      | Stadtbus        | ZOB – Berufsschule – Wiesenstraße – Am Schießrain – ZOB                                               | 1           |
| 2      | Stadtbus        | ZOB – Am Schießrain – Heinrich-Maurer-Straße – Lindenweg/ZfP – ZOB                                    | 2           |
| 3      | Stadtbus        | ZOB – Schlossberg – Unterstadt – Bergfriedhof – ZOB                                                   | 4           |
| 4      | Anrufsammeltaxi | ZOB – Kreiskrankenhaus – ZOB                                                                          | 8           |
| 5      | Stadtbus        | ZOB – Goethe-Gymnasium – ZfP – Windenreute – Maleck – Hochburg – ZOB                                  | 3           |
| 6      | Stadtbus        | ZOB – Gewerbegebiet B3 – Mundingen – ZOB                                                              | 3           |
| 7      | Anrufsammeltaxi | ZOB – Kollmarsreute Bahnhof – ZOB                                                                     | 1           |
| 8      | CityBus         | Emmendingen Bf – Teningen – Nimburg – Emmendingen Bf                                                  | Musikschule |
| 9      | Stadtbus        | ZOB – Über der Elz – (Wasser AST –) Am Schießrain – ZOB                                               | 8           |
| 10     | Anrufsammeltaxi | ZOB – Oberstadt – Kastelberg – ZOB                                                                    | 1           |
| 105    | Regionalbus     | Emmendingen ZOB – Mundingen – Teningen – Nimburg – Bahlingen – Riegel – Endingen                      | 7           |
| 202    | Regionalbus     | Emmendingen ZOB – Wasser – Reute – Vörstetten – Denzlingen                                            | 7           |
| 211    | Regionalbus     | Emmendingen ZOB – Mundingen – Landeck – Freiamt                                                       | 8           |
| 231    | Regionalbus     | Emmendingen ZOB – Kollmarsreute – Sexau – Freiamt                                                     | 4           |
| 7200.1 | Regionalbus     | Emmendingen ZOB – Wasser – Denzlingen – Freiburg ZOB                                                  | 6           |
| 7200.2 | Regionalbus     | Emmendingen ZOB – Teningen – Heimbach – Malterdingen – Riegel DB – Kenzingen – Herbolzheim            | 5           |
| 7201   | Regionalbus     | Emmendingen ZOB – Kollmarsreute – Sexau – Buchholz – Waldkirch – Kollnau – Gutach – Bleibach – Elzach | 8           |

### Radverkehr
Abstellmöglichkeiten für den Radverkehr bestehen in der Fahrradgarage westlich des Bahnhofes, unterteilt in einen frei zugänglichen und einen abgeschlossenen Bereich. Der Bahnhof Emmendingen ist Ausgangspunkt des geplanten Radschnellweges nach Freiburg. Ab 2026 sollen am Bahnhof zwei Stationen des Fahrradverleihsystems Frelo eingerichtet werden.

## Weitere Bahnhöfe im Stadtgebiet
Neben dem zentral gelegenen Bahnhof Emmendingen gibt es darüber hinaus noch die Haltepunkte Kollmarsreute und Teningen-Mundingen in den Ortsteilen Kollmarsreute und Mundingen.